# Іван Куковський
Іва́н Куко́вський "Листопа́д" (? — † до 9 травня 1649) — гощанський возний, полковник гощанського козацького полку в часи Хмельниччини. Державний та військовий діяч.

## Відомості
Відомо, що до початку повстання Богдана Хмельницького у 1648 році, Іван Куковський обіймав посаду возного в Гощі. Після того як на Волинь дійшла звістка про перші перемоги козаків над коронним військом, у липні 1648 року він організував повстанський полк з міщан Гощі та селян із сусідніх сіл Воскодави, Чудниця, Мнишин, Терентіїв, Красносілля та ін. Його загонами було повністю взято під контроль ці населені пункти. Центром повстанського руху стало містечко Гоща, що належало брацлавському воєводі Адаму Кисілю. В кінці вересня 1648 року, після битви під Пилявцями, на зібранні повсталих селян і міщан в Гощі був проголошений полковником.

## Діяльність
Про діяльність загонів "Листопада" залишилися згадки у тогочасних луцьких ґродських книгах. Так, у першій половині серпня 1648 року загін Івана Куковського та його осавула Андріяша Гайдука захопив сусідні села Дуліби та Симонів, які належали писарю земському луцькому, шляхтичу аріанину Марку Гулевичу. Покозаченими селянами було розграбовано його маєтки, понищено сади та вирубано ліс. За кілька днів після цього, з Хорлуп до Гощі прибув Адам Кисіль на чолі свого загону. Воєвода намагався мирно домовитися з повсталими пояснюючи, що їде на переговори з Богданом Хмельницьким, на що повстанці відповіли супротивом й почали чинити опір. Поблизу Гощі в полі відбулася сутичка, де повстанці зазнавши втрат відступили в ліс. Втрат зазнав також і загін воєводи, яким командував його брат Миколай Кисіль. Було вбито двох його воїнів, пана Березницького та пана Лаленса. Згодом, 11 травня 1649 року Марко Гулевич подав на луцькому Ґроді протестацію, яку склав 14 серпня 1648 року й позивався до Адама Кисіля, за шкоду заподіяну його підлеглили в Дулібах та Симонові.  
Загін полковника "Листопада" діяв на цих теренах спільно зі звягельським полковником Михайлом Тишею, якого місцева шляхта прозвала — "Тишик". Географія їхньої діяльності охоплювала також сусідні села Бугрин, Горбаків, Рясники,Томахів, та тогочасні містечка Дорогобуж, Межиріч (корецький) і Тучин, які було захоплено практично без жодного супротиву. 
Загинув Іван Куковський у Межиричі (перед 9 травня 1649 року), під час сутички із загонами Самійла-Кароля князя Корецького. Про це йдеться в листі Михайла Тиші, полковника волинського звягельського та полковника з Війська й.к.м. Запорізького Гераська Яцкевича — намісника гетьманського до князя Корецького:
"Яснеосвічена милість, князю Корецький! Несподівану подяку від мене до в.м., м.м. пана, зволь прийняти за сім козаків, котрі були втоплені у Меджирічі, а саме (козака) на ім’я Листопад та інших, які були з ним. Бог тобі заплатить за таке підтримування або швидке розпалювання вогню невгасимого, який вже й не знаю, чи вдасться легко загасити..."